# Йохан фон Хомбург
Йохан фон Хомбург (на немски: Johann von Homburg; на латински: Johannes de Homborgk; † 1296) е рицар, господар на замък Хомбург при Щатолдендорф в Долна Саксония.

## Произход
Той е син на Хайнрих фон Хомбург († 1290) и първата му съпруга графиня Мехтилд фон Дасел († 1258), дъщеря на граф Адолф II фон Дасел († сл. 1257) и Ерментруда фон Епщайн. Внук е на Бодо 'Млади' фон Хомбург († пр. 9 юли 1228), който е убит от граф Еверщайн. Баща му се жени втори път пр. 18 юли 1267 г. за София фон Волденберг († 1312), дъщеря на граф Хайнрих II 'Млади' фон Волденбург-Хоенбухен († 1273) и Кунигунда фон Люхов. Брат е на Бодо фон Хомбург († сл. 1316) и Хайнрих, абат на Корвей и полубрат на Хайнрих (1290 – 1317), домхер в Хилдесхайм.

## Фамилия
Йохан фон Хомбург се жени за Гизела фон Ритберг († 1 ноември 1290), дъщеря на граф Конрад I фон Ритберг († 1294) и Ода фон Липе († 1262), дъщеря на Херман II фон Липе (1175 – 1229) и графиня Ода фон Текленбург (1180 – 1221). Те имат трима сина.
- Хайнрих фон Хомбург-Ритберг († сл. 1324), неженен
- Конрад фон Хомбург († сл. 1290), неженен
- Бодо фон Хомбург († сл. 1324), неженен